# میک براون
میک براون (انگلیسی: Mick Brown؛ زادهٔ ۸ سپتامبر ۱۹۵۶) طبل‌زن اهل ایالات متحده آمریکا است. وی بین سال‌های ۱۹۷۵ تا ۲۰۱۹ میلادی فعالیت می‌کرد.